# Jahongir Aliev
Jahongir Aliev (sinh ngày 14 tháng 7 năm 1996) là một cầu thủ bóng đá người Tajikistan thi đấu cho Nasaf Qarshi và đội tuyển bóng đá quốc gia Tajikistan.

## Sự nghiệp

### Câu lạc bộ
Ngày 11 tháng 1 năm 2016, FC Istiklol thông báo rằng họ đã ký hợp đồng Aliev với thời hạn 3 năm từ Khujand để chuẩn bị cho chiến dịch Cúp AFC 2016.
Vào tháng 1 năm 2018, Aliev thử việc với đội bóng tại Uzbekistan Super League Nasaf Qarshi, ký hợp đồng 1 năm với Nasaf Qarshi ngày 15 tháng 1 năm 2018.

### Quốc tế
Aliev có màn ra mắt cho Tajikistan ngày 13 tháng 10 năm 2015 trước Jordan.

## Thống kê sự nghiệp

### Câu lạc bộ
Tính đến trận đấu diễn ra ngày 4 tháng 5 năm 2018
| Câu lạc bộ          | Mùa giải            | Giải vô địch                             | Giải vô địch | Giải vô địch | Cúp Quốc gia | Cúp Quốc gia | Châu lục | Châu lục  | Khác    | Khác      | Tổng    | Tổng      |
| Câu lạc bộ          | Mùa giải            | Hạng đấu                                 | Số trận      | Bàn thắng    | Số trận      | Bàn thắng    | Số trận  | Bàn thắng | Số trận | Bàn thắng | Số trận | Bàn thắng |
| ------------------- | ------------------- | ---------------------------------------- | ------------ | ------------ | ------------ | ------------ | -------- | --------- | ------- | --------- | ------- | --------- |
| Istiklol            | 2016                | Giải bóng đá vô địch quốc gia Tajikistan | 12           | 7            | 6            | 1            | 3        | 0         | 1       | 0         | 22      | 8         |
| Istiklol            | 2017                | Giải bóng đá vô địch quốc gia Tajikistan | 16           | 4            | 2            | 0            | 10       | 2         | 1       | 0         | 29      | 6         |
| Istiklol            | Tổng                | Tổng                                     | 28           | 11           | 8            | 1            | 13       | 2         | 2       | 0         | 51      | 14        |
| Nasaf Qarshi        | 2018                | Uzbekistan Super League                  | 5            | 0            | 0            | 0            | 3        | 0         | –       | –         | 8       | 0         |
| Tổng cộng sự nghiệp | Tổng cộng sự nghiệp | Tổng cộng sự nghiệp                      | 33           | 11           | 8            | 1            | 16       | 2         | 2       | 0         | 59      | 14        |

### Quốc tế
| Đội tuyển quốc gia Tajikistan | Đội tuyển quốc gia Tajikistan | Đội tuyển quốc gia Tajikistan |
| Năm                           | Số trận                       | Bàn thắng                     |
| ----------------------------- | ----------------------------- | ----------------------------- |
| 2015                          | 2                             | 0                             |
| 2016                          | 5                             | 0                             |
| 2017                          | 6                             | 0                             |
| 2018                          | 1                             | 0                             |
| Tổng                          | 14                            | 0                             |

Thống kê chính xác đến trận đấu diễn ra ngày 27 tháng 3 năm 2018

## Danh hiệu

### Câu lạc bộ
Istiklol
- Giải bóng đá vô địch quốc gia Tajikistan (2): 2016[8], 2017[9]
- Cúp bóng đá Tajikistan (1): 2016[10]
- Siêu cúp bóng đá Tajikistan (1): 2016[11]